# Touques, Calvados

Touques este o comună în departamentul Calvados, Franța. În 1 ianuarie 2022 avea o populație de 3.857 de locuitori.